# Grégor et ses Grégoriens
Grégor et ses Grégoriens est un orchestre français de la fin des années 1920 et du début des années 1930.

## Biographie
L'orchestre Grégor et ses Grégoriens était dirigé par Krikor Kelekian (dit Gregor), un chanteur et danseur originaire d'Arménie. L'orchestre se produisait comme orchestre de danse dans les music-halls et enregistrait entre 1929 et 1933 une série de disques en gomme-laque pour les labels Æolian, Columbia, Edison et Ultraphone, comme Doin' the Raccoon, Je chante sous la pluie, Makin' Whoopee, Sonny Boy, Sweet Sue, Just You, There's a Rainbow 'Round My Shoulder et Whispering. Musicalement, les Grégoriens s'orientaient vers le style orchestral, influencé par le jazz, des groupes de Paul Whiteman et Jack Hylton.
Un film musical est réalisé en 1930 par Roger Lion. En 1930, Kelekian et son groupe font une tournée en Amérique du Sud ; en Argentine, les Grégoriens enregistrent quatre chansons avec le chanteur Carlos Gardel en 1931. Au cours de son existence, le groupe a compté parmi ses membres Pierre Allier, Roger Allier, Léo Arnaud, Philippe Brun, Georges Samuel, Gaston Lapeyronnie, Vladimir Veintroub, André Ekyan, Roger Fisbach, Charles Lisee, Alix Combelle, Guy Paquinet, Michel Warlop et Stéphane Grappelli.